# Cicynethus acanthopus
Cicynethus acanthopus är en spindelart som beskrevs av Simon 1910. Cicynethus acanthopus ingår i släktet Cicynethus och familjen Zodariidae.
Artens utbredningsområde är Namibia. Inga underarter finns listade i Catalogue of Life.